# هاجيمي هناء
هاجيمي هناء (بالكانا:ハナ はじめ) هو مغني وممثل هزلي ‏ وممثل ياباني، ولد في 9 فبراير 1930 في اليابان، وتوفي في 10 سبتمبر 1993.

## وصلات خارجية
- هاجيمي هناء على موقع IMDb (الإنجليزية)
- هاجيمي هناء على موقع ميوزك برينز (الإنجليزية)
- هاجيمي هناء على موقع أول موفي (الإنجليزية)
- هاجيمي هناء على موقع قاعدة بيانات الفيلم (الإنجليزية)
- هاجيمي هناء على موقع ANN person (الإنجليزية)